# Пожлаков Станіслав Іванович
Станісла́в Іва́нович Пожлако́в (4 січня 1937, Митищі — 26 вересня 2003, Санкт-Петербург) — радянський російський джазовий музикант, композитор і виконавець. Член Спілки композиторів Санкт-Петербурга. Заслужений діяч мистецтв Росії.

## Біографічні дані
У дитинстві переїхав до Ленінграда. Єдиний із чотирьох дітей у сім'ї пережив блокаду. У середній школі навчався в одному класі з Юрієм Сенкевичем. Паралельно навчався в музичній школі, потім опановував музику самостійно. У 1958–1965 рр. керував оркестрами Ленестради. Був одним із піонерів джазу в Ленінграді.
1975 року про творчість композитора на Центральному телебаченні Держтелерадіо СРСР знято документальний фільм «Ліричний настрій». Його пісні були дуже популярні, їх мали в репертуарі співаки радянської естради Едіта П'єха, Едуард Хіль, Людмила Сенчина, Муслім Магомаєв, Майя Кристалінська, Лідія Клемент, Аїда Ведищева, Галина Ненашева, Марія Пахоменко, Тамара Міансарова, Лариса Мондрус і багато інших. Нерідко їх виконував і сам автор — у щирій, зворушливій манері — «Залишаюся ленінградцем» / «Остаюсь ленинградцем» та інші. Пісні «Хлопці з сімдесятої широти» / «Ребята с семидесятой широты», «Топ-топ», «Колискова з чотирма дощами» / «Колыбельная с четырьмя дождями», «Пісня про добру людину»/ «Песня о добром человеке», «Пісня про ніжність» / «Песня о нежности», «Людина з дому вийшла» / «Человек из дома вышел» стали класикою радянської естради 1960-х — 1970-х років.
Рок-музикант Єгор Лєтов створив дві кавер-версії творів Пожлакова («Пісня червоноармійця» / «Песня красноармейца», альбом «Звездопад» (2002) групи «Гражданская оборона», а також «Навіщо сняться сни» / «Зачем снятся сны» — бонус-трек до однойменного альбому 2007). Лєтов називав Пожлакова одним із найбільших мелодистів другої половини ХХ століття.
Зі свого боку, в розмові з журналістом Сергієм Сверчковим Станіслав Пожлаков дуже позитивно відгукнувся про лєтовську версію «Пісні червоноармійця». Це було останнє інтерв'ю видатного композитора. Воно вийшло в ефір «Радіо „Петербург“» на початку вересня 2003 року.
В останні роки життя композитор важко хворів, майже не міг пересуватися й злидарював. Однак і далі творив пісні, переважно на свої вірші.
У вересні 2003 року група майстрів мистецтв звернулася до тодішнього губернатора Санкт-Петербурга Валентини Матвієнко з проханням подати композитору матеріальну допомогу та посприяти в лікуванні. Подано також ідею організувати на честь п'ятдесятиріччя початку творчої діяльності Пожлакова благодійний вечір для збору коштів на його лікування композитора. Прохання відхилено без пояснення причин.
19 вересня 2003 року Станіслав Пожлаков повідомив, що закінчив роботу над піснею «Ніч огорнула рідне місто» /  «Ночь окутала город родной»  на свої вірші й хоче запропонувати її для виконання Дитячому хору Петербурзького телебачення і радіо. Її ноти і текст втрачено.
26 вересня 2003 року тіло Станіслава Пожлакова виявили сусіди, що зайшли до його квартири на вулиці Фрунзе. Двері були відчинені кілька днів. На думку народного артиста Росії Едуарда Хіля, приятеля померлого, смерть могла настати в результаті насильства. Обставини загибелі композитора залишилися нез'ясованими. Родичі покинули Пожлакова задовго перед його смертю.
Композитора поховали на Сестрорецькому цвинтарі.

## Твори
Музика до кінофільмів:
1. 1967 — «Біля моря, де ми грали» (к/м, Одеська кіностудія)
2. 1969 — «Створи бій»
3. 1969 — «Ці невинні забави» (режисер — Августас Балтрушайтіс)
4. 1972 — «Ті, що йдуть за обрій»
5. 1972 — «Боба і слон» (режисер — Августас Балтрушайтіс)
6. 1973 — «Кортик»
7. 1973–1974 — «Бронзовий птах»
8. 1972—1973 — Стара фортеця
9. 1974 — «П'ятірка за літо»
10. 1975 — «Крок назустріч»
11. 1975 — «Лісові гойдалки»
12. 1976 — «Всього одна ніч» (режисер — Йосип Шульман)
13. 1976 — «Дикий Гаврило» (режисер — Леонід Макаричев)
14. 1982 — «Ось знову вікно...» (режисер — Лев Цуцульковський)
15. 1991 — «Свічка» (режисер — Анатолій Кудрявцев)

- Музика для двох програм мюзик-холу:

1. 1967 — «Нет тебя прекрасней»
2. 1975 — «От сердца к сердцу»

- Музика для мюзиклу «Сирано де Бержерак»
- Оперета «Гори, гори, моя зоре»
- Пісні Станіслава Пожлакова на сайті «Красная книга российской эстрады» [Архівовано 8 грудня 2015 у Wayback Machine.]